# Schwetschkea incerta
Schwetschkea incerta är en bladmossart som beskrevs av Thériot 1932. Schwetschkea incerta ingår i släktet Schwetschkea och familjen Leskeaceae. Inga underarter finns listade i Catalogue of Life.